# 41 (število)
41 (ênainštírideset) je naravno število, za katero velja 41 = 40 + 1 = 42 - 1.

## V matematiki
- drugo Newman-Shanks-Williamsonovo praštevilo.
- drugo praštevilo, ki ni Higgsovo praštevilo za eksponent 2.
- peto Ramanudžanovo praštevilo.
- peto Prothovo praštevilo in osmo Prothovo število {\displaystyle 41=5\cdot 2^{3}+1\!\,}.
- šesto pitagorejsko praštevilo {\displaystyle 41=4\cdot 10+1\!\,}.
- sedmo praštevilo Germainove.
- {\displaystyle 41=4^{2}+5^{2}\,\!}.
- 41 = 2 + 3 + 5 + 7 + 11 + 13 = 11 + 13 + 17.
- vsota vseh pozitivnih deliteljev števil od 1 do 7: {\displaystyle 41=1+1+2+1+3+1+2+4+1+5+1+2+3+6+1+7}.
- Eisensteinovo praštevilo brez imaginarnega ali realnega dela oblike {\displaystyle 3n-1}.

## V znanosti
- vrstno število 41 ima niobij (Nb).

## Drugo

### Leta
- 441 pr. n. št., 341 pr. n. št., 241 pr. n. št., 141 pr. n. št., 41 pr. n. št.
- 41, 141, 241, 341, 441, 541, 641, 741, 841, 941, 1041, 1141, 1241, 1341, 1441, 1541, 1641, 1741, 1841, 1941, 2041, 2141